# Dataran Tinggi
Dataran Tinggi is een bestuurslaag in het regentschap Binjai van de provincie Noord-Sumatra, Indonesië. Dataran Tinggi telt 5194 inwoners (volkstelling 2010).